# Luboš Kšica
Luboš Kšica (* 8. dubna 1956) je bývalý český hokejový útočník.

## Hokejová kariéra
V československé lize hrál za TJ ZKL/Zetor Brno a během vojenské služby za Duklu Jihlava. Odehrál 5 ligových sezón, nastoupil ve 113 ligových utkáních, dal 9 ligových gólů a měl 11 asistencí. V nižších soutěžích hrál během povinné vojenské služby za Duklu Trenčín a po skončení ligové kariéry za TJ ZVL Skalica. Reprezentoval Československo na mistrovství Evropy juniorů do 19 let v roce 1974, kde tým skončil na 4. místě a na mistrovství Evropy juniorů do 19 let v roce 1975 s týmem získal stříbrnou medaili za 2. místo. Za reprezentaci Československa do 20 let nastoupil hrál na Mistrovství světa juniorů v ledním hokeji 1976, kde tým skončil na 3. místě.

## Klubové statistiky
| Sezona    | Klub              | Soutěž  | Základní část | Základní část | Základní část | Základní část | Základní část |
| Sezona    | Klub              | Soutěž  | Z             | G             | A             | B             | TM            |
| --------- | ----------------- | ------- | ------------- | ------------- | ------------- | ------------- | ------------- |
| 1974/1975 | TJ ZKL Brno       | 1. liga | 2             | 0             | 0             | 0             | -             |
| 1975/1976 | TJ ZKL Brno       | 1. liga | 28            | 3             | 3             | 6             | -             |
| 1976/1977 | Dukla Trenčín     | 2. liga | 25            | -             | -             | -             | -             |
| 1977/1978 | Dukla Jihlava     | 1. liga | 16            | 2             | 3             | 5             | 4             |
| 1977/1978 | Dukla Jihlava „B“ | 2. liga | -             | 1             | -             | -             | -             |
| 1978/1979 | TJ Zetor Brno     | 1. liga | 33            | 3             | 1             | 4             | 12            |
| 1979/1980 | TJ Zetor Brno     | 1. liga | 24            | 1             | 4             | 5             | 8             |
| 1980/1981 | TJ Zetor Brno     | 2. liga | 29            | 5             | 5             | 10            | 6             |
| 1981/1982 | TJ ZVL Skalica    | 2. liga | 34            | 5             | -             | -             | -             |
| 1982/1983 | TJ ZVL Skalica    | 2. liga | -             | 11            | -             | -             | -             |
| 1983/1984 | TJ ZVL Skalica    | 2. liga | -             | 8             | -             | -             | -             |
| 1984/1985 | TJ ZVL Skalica    | 2. liga | -             | 7             | 8             | 15            | -             |
| 1985/1986 | TJ ZVL Skalica    | 2. liga | -             | 8             | 10            | 18            | -             |
| 1986/1987 | TJ ZVL Skalica    | 2. liga | 28            | 11            | -             | -             | -             |
| 1987/1988 | TJ ZVL Skalica    | 2. liga | 40            | 3             | -             | -             | -             |
| 1988/1989 | TJ ZVL Skalica    | 2. liga | 30            | 5             | -             | -             | -             |